# Ochropleura strigata
Ochropleura strigata là một loài bướm đêm trong họ Noctuidae.